# Simaoa
Simaoa is een geslacht van spinnen uit de  familie van de Mysmenidae.

## Soorten
- Simaoa bianjing Miller, Griswold & Yin, 2009
- Simaoa kavanaugh Miller, Griswold & Yin, 2009
- Simaoa maku Miller, Griswold & Yin, 2009
- Simaoa yaojia Miller, Griswold & Yin, 2009